# Juan de la Dehesa
Juan de la Dehesa Rubiano (Avilés, 8 de febrero de 1779-Madrid, 5 de noviembre de 1839) fue un político español.

## Biografía
Jurista liberal asturiano fue Fiscal de la Audiencia y ministro de Gracia y Justicia durante la regencia de María Cristina de Borbón-Dos Sicilias entre febrero y junio de 1835. Senador vitalicio en 1837.